# 王宗仁
王宗仁（1970年—），出生於台灣彰化縣，玄奘大學中文碩士，台灣詩人。曾獲全國優秀青年詩人獎、吳濁流文學獎、國軍文藝金像獎、林榮三文學獎、桃園鍾肇政文學獎、國家文化藝術基金會補助等。 曾為笠詩社同仁。主要創作與研究領域為現代詩，也涉獵散文、小說、劇本，詩作散見《青少年台灣文學讀本》、《2005臺灣詩選》等書。著有詩集《象與像的臨界》、《失戀生態》、《春天正在趕路》與論文《白色煉獄——曹開新詩研究》等。

## 文字風格
王宗仁在台灣散文詩的發展上有獨特位置，蘇紹連稱「王宗仁是台灣新一代的散文詩第一號把手」。 蕭蕭在〈亦文亦詩且詩且歌王宗仁〉一文指出，王宗仁「故意擦撞流行歌曲的現代詩火花」以「回應音聲」；向陽則於〈在流行與嚴肅之間：讀王宗仁詩集《詩歌》〉文中表示王宗仁「對音律別有獨鍾」，這種「迷人的風格」顯現出和前行代的差異。

## 著作

### 詩集
- 《失戀生態》，彰化市：彰化縣文化局，2001年。
- 《象與像的臨界》，台北市，爾雅，2008年。（散文詩集）
- 《詩歌》，台北市：遠景，2016年。
- 《春天正在趕路》，台北市：遠景，2022年（童詩集）

### 論文
- 《白色煉獄——曹開新詩研究》（彰化學叢書），台中市：晨星，2007年。

### 編著
- 《給小數點台灣——曹開數學詩集》（彰化學叢書），台中市：晨星，2007年。
- 《悲．怨．火燒島——白色恐怖受難者曹開獄中詩集》，台北市：行政院文建會，2007年（與黃旭初合編）。

## 外部連結
- 彰化縣文化局-文學活動-縣籍作家-王宗仁 （页面存档备份，存于）
- 文學人才匯集 傳頌嘉義人文之美~ 第四屆桃城文學獎頒獎典禮 （页面存档备份，存于）
- . 自由時報 （中文（繁體））.
- 〈斐然成章穿梭詩的雨林〉2017桃園鍾肇政文學獎新詩首獎得主王宗仁專訪-《文化桃園》2018年第13期夏季號 （页面存档备份，存于）